# Maria Manuel Rola
Maria Manuel de Almeida Rola (Cortegaça, 26 de junho de 1984) é designer e dirigente nacional do Bloco de Esquerda. 
Foi deputada na Assembleia da República de 19 de julho de 2017 até 28 de março de 2022, pelo círculo do Porto.